# SCENE III
『SCENE III』（シーン・スリー）は、ASKAの6枚目のオリジナル・アルバム。2005年11月23日に発売された。発売元はユニバーサルミュージック。
現在は廃盤作品となっている。

## 解説
前作『kicks』から7年ぶりとなるオリジナル・アルバム。『SCENE』シリーズとしては、1991年の『SCENE II』以来14年ぶりの作品となった。
それまでは、他のアーティストへ提供した楽曲をセルフカバーした作品が多く収録されていた『SCENE』シリーズであったが、本作はすべてオリジナル楽曲で構成されている。
既に発売されたシングル曲以外の楽曲の歌詞は、松井五郎との共作である。
ASKAは本作のテーマについて、「古きよきアメリカ音楽と、映画音楽と、ジャジーなテイストの経過音と……」だとしている。ただし、ポップス性も意識しながら制作が進められたという。
初回限定盤は「birth」・「心に花の咲く方へ」のMusic Videoが収録されたDVD付となっている。
同日に、2006年4月30日までの期間限定生産となるボックス・セット『SCENE I & II limited edition』も発売された。
アルバムのマスタリング・ボックスセットのリマスタリングは、テッド・ジェンセンの手によってニューヨークで行われた。

## 収録曲
| #         | タイトル                                                | 作詞           | 作曲           | 編曲      | 時間  |
| --------- | ------------------------------------------------------- | -------------- | -------------- | --------- | ----- |
| 1.        | 「birth」                                               | ASKA、松井五郎 | ASKA           | 澤近泰輔  | 5:38  |
| 2.        | 「good time (album ver.)」                              | ASKA           | ASKA           | 澤近泰輔  | 4:56  |
| 3.        | 「愛温計」                                              | ASKA           | ASKA           | 澤近泰輔  | 4:12  |
| 4.        | 「walking around the Xmas」(ストリングス編曲：澤近泰輔) | ASKA、松井五郎 | ASKA           | 鈴川真樹  | 5:09  |
| 5.        | 「心に花の咲く方へ (album ver.)」                       | ASKA           | ASKA           | 澤近泰輔  | 5:56  |
| 6.        | 「君の好きだった歌へのプロローグ」                      |                | ASKA、服部隆之 | 服部隆之  | 0:49  |
| 7.        | 「背中で聞こえるユーモレスク」                          | ASKA、松井五郎 | ASKA           | 澤近泰輔  | 5:10  |
| 8.        | 「loop ("birth" reconstructive mix)」                   | ASKA、松井五郎 | ASKA           | 澤近泰輔  | 3:25  |
| 9.        | 「抱き合いし恋人」                                      | ASKA、松井五郎 | ASKA           | 佐藤準    | 4:08  |
| 合計時間: | 合計時間:                                               | 合計時間:      | 合計時間:      | 合計時間: | 39:23 |

| #  | タイトル                          | 作詞 | 作曲・編曲 |
| -- | --------------------------------- | ---- | ---------- |
| 1. | 「birth」(Music Video)            |      |            |
| 2. | 「心に花の咲く方へ」(Music Video) |      |            |

## 楽曲解説
※各曲の詳細に関する部分は、「TUG OF C&A」2005年11月号のセルフライナーノーツを参照。

### CD
1. birth
フジテレビフラワーセンター CMソング（2006年1月1日 - 2006年3月31日）第2弾に起用され、本人出演のMusic Video映像が流れた。
「子供は、生まれてくるときのことを覚えている」という説がテーマになっている。また、ASKAが以前出版した詩集『オンリー・ロンリー 飛鳥涼詩集』[3]の中の「生誕の憧憬」というテーマを改めて歌詞にしてみた楽曲であるという。
2. good time (album ver.)
2000年7月12日に発売されたシングル曲のアルバム・バージョン。
ASKAは、今回のアレンジを手掛けた澤近泰輔が新たな世界観を広げてくれたとしている。
3. 愛温計
フジテレビフラワーセンター CMソング（2005年11月1日 - 2005年12月31日）第1弾に起用され、本人出演のPV映像が流れた。
ものには温度があり、人の気持ちや心にも温度がある。それならば愛の温度は…と考えた末に、「愛の温度を計る」から「愛温計」の言葉を作った。またこの楽曲は、「はじまりはいつも雨」の続編ストーリーを描いたとされている。
Music Videoには細川直美が出演しており、翌年発売した『SCENE of SCENE 〜selected 6 songs from SCENE I,II,III〜』初回盤DVDに収録されている。
4. walking around the Xmas
（作詞：ASKA・松井五郎　作曲：ASKA　編曲：鈴川真樹　
2005年3月にファンクラブイベントでハワイへ行った際に、ウクレレを弾きながら作った楽曲である。
楽器のイメージを逆手にとり、冬をテーマにしてみたら面白いかなということで、更に冬からクリスマスへとイメージされて制作された。
5. 心に花の咲く方へ (album ver.)
2003年12月17日に発売されたシングル曲のアルバム・バージョン。ストリングスを主体にしてリアレンジされている。
「人生の岐路に立った時やどちらに行くべきか迷った時、心の中に花が咲く方へ歩いてみよう。」そんなテーマで書いた楽曲であると述べている。
6. 君の好きだった歌へのプロローグ
「君の好きだった歌」とは、CHAGE and ASKAのアルバム『Code Name.1 Brother Sun』の1曲目に1コーラスだけ収録されている楽曲である。今回は、次の曲への序曲としてインストゥルメンタルで収録された[4]。
7. 背中で聞こえるユーモレスク
ASKAが、「自分たちの世代で共鳴できるものに向かって音楽を作りたい。」という思いで作った楽曲だとしている。
8. loop ("birth" reconstructive mix)
「birth」のリミックス。
9. 抱き合いし恋人
それまでの『SCENE』シリーズに収録されていても違和感のない楽曲を作りたくなり、制作された。

### DVD（初回限定盤のみ）
- birth（Music Video）
- 心に花の咲く方へ（Music Video）

音源はどちらもシングル・バージョンである。

## 参加ミュージシャン
| birth - Programming：小笠原学 - E.Guitars：西川進 - Ukurere：渡辺等 - Piano：澤近泰輔 - Bass：渡辺等 - Drums：鶴谷智生 - Percussion：マーク・ディローズ - Trumpet：YOKAN - Strings：弦一徹ストリングス - Arpa：藤枝貴子 good time (album ver.) - Programming：小笠原学 - A.Guitar：古川昌義 - E.Guitar：西川進 - Piano：澤近泰輔 - E.Piano：澤近泰輔 - Percussion：マーク・ディローズ - Strings：弦一徹ストリングス - E.Horn：柴山洋 - Horn：吉永雅人・阿部麿 - Flute：旭孝 - A.Flute：旭孝 - Oboe：柴山洋 愛温計 - Programming：小笠原学 - A.Guitar：古川昌義 - E.Paino：澤近泰輔 - E.Bass：渡辺等 - Drums：野口明彦 - Percussion：マーク・ディローズ - Strings：弦一徹ストリングス - Clarinet：十亀正司 walking around the Xmas - Programming：小笠原学 - Ukurere：鈴川真樹 - E.Piano：澤近泰輔 - Sax：春名正治 - Strings：弦一徹ストリングス 心に花の咲く方へ (album ver.) - Percussion：マーク・ディローズ - E.Guitar：鈴川真樹 - Piano：澤近泰輔 - Strings：弦一徹ストリングス - E.Horn：柴山洋 | 君の好きだった歌へのプロローグ - Piano：美野春樹 - Percussion：春名禎子 - Latin Percussion：木村“キムチ”誠 - Trumpet：菅坡雅彦セクション - Trombone：清岡太郎セクション - Strings：篠崎正嗣ストリングス - Horn：藤田乙比古セクション - Tuba：佐藤潔 - Flute：相馬充 - Oboe：柴山洋 - Clarinet：山根公男セクション - Conductor：服部隆之 背中で聞こえるユーモレスク - Programming：小笠原学 - Ukurere：鈴川真樹 - Piano：澤近泰輔 - W.Bass：鳴瀬昭平 - Drums：八木秀樹 - Percussion：マーク・ディローズ - Strings：弦一徹ストリングス - Clarinet：水野純交 loop ("birth" reconstructive mix) 抱き合いし恋人 - Programming：山崎哲雄 - E.Guitar：鈴川真樹 - Piano：中西康晴 - E.Bass：高水健司 - Drums：林立夫 - Percussion：浜口茂外也 - Strings：伊藤佳奈子ストリングス - Horn：堂山敦史・村本岳史 - Flute：相馬充 - Oboe：柴山洋 - Clarinet：佐野博美 - B.Clarinet：田中美佳子 - Harp：朝川朋之 |